# 岐阜市立華南高等学校
岐阜市立華南高等学校（ぎふしりつかなんこうとうがっこう）は、岐阜県岐阜市にあった公立の定時制高等学校。

## 沿革
- 1967年（昭和42年）4月 - 岐阜市金竜町の岐阜市立梅林中学校旧校舎（現在は岐阜合同庁舎が所在）を仮校舎として開校。普通科、商業科を設置。
- 1968年（昭和43年）7月 - 岐阜市野一色に本校舎完成。
- 1969年（昭和44年） - 商業科募集停止。以後、実質的に女子高となる。
- 1971年（昭和46年）6月 - 体育館完成。
- 1985年（昭和60年）3月 - 県立移管され、岐阜県立華陽高等学校に統合され閉校。

## その他
全国から集まった、岐阜市やその近郊の紡績工場などで働く女子が主に通っていたが、紡績工場の閉鎖などにより、1970年代前半には1000人以上いた生徒数は次第に減少していった。
学校の敷地は、岐阜市立長森中学校のグラウンドの一部を転用したため、建設の際、地域住民からの反対運動がおこった。
跡地は現在、岐阜県立衛生専門学校となっている。